# Saison 3 d'Hercule Poirot
Chronologie
Saison 2 Saison 4
Cet article présente le guide des épisodes de la saison 3 de la série télévisée britannique Hercule Poirot (Agatha Christie's Poirot).

## Distribution
- David Suchet (VF : Roger Carel) : Hercule Poirot
- Hugh Fraser (VF : Jean Roche) : le Capitaine Arthur Hastings (épisodes 01 à 08 ; 10 à 11)
- Philip Jackson (VF : Claude d'Yd) : l'Inspecteur-chef James Japp (épisodes 01; 02 ; 04 à 08 ; 10 à 11)
- Pauline Moran (VF : Laure Santana) : Miss Felicity Lemon (épisodes 02 à 05 ; 07 ; 10)

## Épisodes

### Épisode 1:La Mystérieuse Affaire de Styles
- Royaume-Uni : 16 septembre 1990

- Beatie Edney (Mary Cavendish)
- David Rintoul (John Cavendish)
- Gillian Barge (Emily Inglethorp)
- Michael Cronin (Alfred Inglethorp)
- Joanna McCallum (Evelyn Howard)
- Anthony Calf (Lawrence Cavendish)
- Allie Byrne (Cynthia Murdoch)
- Lala Lloyd (Dorcas)
- Michael Godley (Dr Wilkins)
- Morris Perry (Mr Wells)
- Penelope Beaumont (Mrs Raikes)
- David Savile (Superintendant Summerhaye)
- Tim Munro (Edwin Mace)
- Tim Preece (Philips, KC)
- Merelina Kendall (Mrs Dainty)
- Brian D. Coleman (pasteur)
- Eric Stovell (chimiste)
- Donald Pelmear (juge)
- Caroline Swift (infirmière)
- Ken Robertson (officier de l'armée)
- Michael D. Roberts (Tindermans)
- Gordon Dulieu (clerc du tribunal)
- Jeffrey Robert (président du jury)
- Robert Vowles (chauffeur de la voiture)
- David Michaels (soldat)

1917, pendant la Première Guerre mondiale, le lieutenant Arthur Hastings, rapatrié en Angleterre, est invité par son ami John Cavendish à demeurer quelque temps à Styles court, sa demeure à la campagne. John lui apprend que sa mère, Emily, s'est remariée avec un certain Alfred Inglethorp, guère apprécié dans la famille. Le lendemain, la secrétaire Evelyn Howard est renvoyée par Emily après avoir critiqué son mari et le reste de la journée est consacré aux disputes entre Emily et les autres membres de la famille. Mais la nuit suivante, Emily meurt empoisonnée. Hastings se dirige alors vers un ami belge, Hercule Poirot, qui séjourne à Styles, pour résoudre cette affaire. Avec de l'ordre et de la méthode, le détective commence son enquête en examinant la chambre de la victime et interroge tout le monde un à un. Alors que Poirot a découvert qu'un nouveau testament rédigé le jour du crime est brûlé ce qui laisse penser qu'il y a un lien avec la mort d'Emily, l'assassin repasse sur la scène du crime pour cacher une preuve. 
- Alfred Ingeltorp (avec la complicité d'Evelyn Howard)

- d'après le roman La Mystérieuse Affaire de Styles (1920)
- Cet épisode a une durée exceptionnelle de 100 minutes

### Épisode 2:Comment poussent donc vos fleurs?
- Royaume-Uni : 6 janvier 1991

- Anne Stallybrass (Mary Delafontaine)
- Tim Wylton (Henry Delafontaine)
- Margery Mason (Amelia Barrowby)
- Catherine Russell (Katrina Reiger)
- Peter Birch (Nicholai)
- Ralph Nossek (Dr Sims)
- John Burgess (Mr Harrison)
- Dorcas Morgan (Lucy)
- Trevor Danby (Mr Trumper)
- John Rogan (pathologiste)
- Stephen Petcher (photographe)
- Philip Praeger (agent de police)

- Mary Delafontaine

### Épisode 3:Un million de dollars de bons volatilisés
- Royaume-Uni : 13 janvier 1991

- David Quilter (Mr Shaw)
- Ewan Hooper (Mr Vavasour)
- Paul Young (Mr McNeil)
- Lizzy McInnerny (Miranda Brooks)
- Oliver Parker (Philip Ridgeway)
- Natalie Ogle (Esmee Dalgleish)
- Christopher Owen (Commissaire de bord)
- Jonathan Stratt (passager Spivvy)
- Dallas Adams (Hood)
- Kieron Jecchinis (Tom Franklin)
- Edward Phillips (vendeur de fleurs)
- Robin Hunter (officier de police)
- Richard Bebb (voix des infos)

- Mr Shaw et Miranda Brooks : escroquerie

### Épisode 4:L'Express de Plymouth
- Royaume-Uni : 20 janvier 1991

- John Stone (Mr Halliday)
- Kenneth Haigh (McKenzie)
- Julian Wadham (Rupert Carrington)
- Alfredo Michelson (Comte de la Rochefort)
- Marion Bailey (Jane Mason)
- Shelagh McLeod (Florence Carrington)
- Steven Mackintosh (distributeur de journaux)
- Leon Eagles (directeur de la banque)
- John Abbott (détective)
- Stephen Riddle (barman)
- Adrian McLoughlin (employé de la gare)
- Nigel Makin (réceptionniste)
- Richard Vanstone (sergent)
- Robert Locke (officier de la marine)
- Duncan Faber (employé des chemins de fer)

- McKenzie : meurtre et vol (avec la complicité de Jane Mason)
- Comte de la Rochefort : délit d'initié et escroquerie

- d'après la nouvelle L'Express de Plymouth (1923)
- Cet épisode tout comme la nouvelle subira un remake intitulé "Le Train Bleu" qui est adapté dans la saison 10.

### Épisode 5:Le Guêpier
- Royaume-Uni : 27 janvier 1991

- Martin Turner (John Harrison)
- Melanie Jessop (Molly Deane)
- Peter Capaldi (Claude Langton)
- John Boswall (Dr Belvedere)
- Kate Lynn Evans (Mrs Henderson)
- Serena Scott Thomas (mannequin)
- Hilary Tindall (présentatrice du défilé de mode)
- Julian Forsyth (garçon de café)

- Aucun (le projet de meurtre imaginé par John Harrison est avorté)

### Épisode 6:Tragédie à Marsdon Manor
- Royaume-Uni : 3 février 1991

- Ian McCulloch (Jonathan Maltravers)
- Geraldine Alexander (Susan Maltravers)
- Alistair Duncan (Capitaine Black)
- Anita Carey (Miss Rawlinson)
- Desmond Barrit (Samuel Naughton)
- Ralph Watson (Danvers)
- Edward Jewesbury (Dr Bernard)
- Geoffrey Swann (sergent de police)
- Hilary Sesta (réceptionniste du docteur)
- David Lloyd (gardien de musée)
- Pat Keen (organisateur de la défense civile)
- Richard Bebb (voix radio)

- Susan Maltravers

### Épisode 7:Un indice de trop
- Royaume-Uni : 10 février 1991

- Kika Markham (Comtesse Vera Rossakoff)
- David Lyon (Marcus Hardman)
- David Bamber (Bernard Parker)
- Charmian May (Lady Runcorn)
- Nicholas Selby (Mr Johnstone)
- Michael Packer (Redfern)
- William Chubb (Blake)
- Mark Fletcher (agent de police)
- William Osborne (réceptionniste)
- Meriel Dickinson (Katherine Bird)
- Yitkin Seow (Nacora)
- Richard Ryan (porteur)

### Épisode 8:Le Mystère du bahut espagnol
- Royaume-Uni : 17 février 1991

- John McEnery (Colonel Curtiss)
- Caroline Langrishe (Marguerite Clayton)
- Pip Torrens (Major Rich)
- Malcolm Sinclair (en) (Edward Clayton)
- Antonia Pemberton (Lady Chatterton)
- Peter Copley (Burgoyne)
- Sam Smart (Smithy)
- Edward Clayton (Rouse)
- Metin Yenal (arbitre)
- Richard Cawte (jeune officier)
- Victoria Scarborough (danseuse)
- Christopher Lamb (danseur)
- Melissa Wilson (femme de chambre)
- Andy Mulligan (reporter)
- Clem Davies (reporter)
- Roger Kemp (docteur)
- John Noble (Rigoletto)
- Catherine Bott (Gilda)

- Colonel Curtis

### Épisode 9:Christmas Pudding
- Royaume-Uni : 24 février 1991

- Frederick Treves (Colonel Lacey)
- Stephanie Cole (Mrs Lacey)
- David Howey (Jesmond)
- Tariq Alibai (Prince Farouk)
- Helena Michell (Sarah Lacey)
- John Vernon (David Welwyn)
- Nigel Le Vaillant (Desmond Lee-Wortley)
- Robyn Moore (Gloria Lee-Wortley)
- John Dunbar (Peverill)
- Alessia Gwyther (Bridget)
- Jonathan R. Scott (Colin)
- Edward Holmes (Michael)
- Siobhan Garahy (Annie Bates)
- Susan Field (Mrs Ross)
- Gordon Reid (chocolatier)
- Christopher Leaver (Parsloe)
- Peter Aldwyn (Durbridge)
- Iain Rattray (chef des serveurs)
- James Taylor (serveur)

- Desmond Lee-Wortley et sa femme Gloria (alias Iris)

### Épisode 10:Le Bal de la victoire
- Royaume-Uni : 3 mars 1991

- Mark Crowdy (Vicomte Cronshaw)
- David Henry (Eustace Beltaine)
- Haydn Gwynne (Coco Courtney)
- Nathaniel Parker (Chris Davidson)
- Natalie Slater (Mrs Davidson)
- Kate Harper (Mrs Mallaby)
- Andrew Burt (James Ackerley)
- Charles Collingwood (présentateur de la BBC)
- Brian Mitchell (acteur)
- Sarah Crowden (réceptionniste)
- Bryan Matheson (majordome)

### Épisode 11:Le Mystère de Hunter's Lodge
- Royaume-Uni : 10 mars 1991

- Diana Kent (en) (Zoe Havering)
- Jim Norton (Roger Havering)
- Shaughan Seymour (Archie Havering)
- Roy Boyd (Jack Stoddard)
- Bernard Horsfall (Harrington Pace)
- Victoria Alcock (Ellie)
- Clare Travers-Deacon (Joan)
- Christopher Scoular (sergent Forgan)
- Raymond Trickitt (agent de police Cooke)
- Arthur Whybrow (Mr Anstruther)
- Denyse Alexander (Mrs Middleton)

- Zoe Havering et son mari Roger